# Бейхан-султан (дочь Мустафы III)
Бейха́н-султа́н (тур. Beyhan Sultan, осман. بیحان سلطان‎; 15 декабря 1765 — 7 ноября 1824) — дочь султана Мустафы III и его жены Адильшах Кадын-эфенди, сестра султана Селима III.

## Биография

### Ранняя жизнь
Бейхан-султан была дочерью султана Мустафы III и его третьей жены Адильшах Кадын-эфенди. У неё была полнородная младшая сестра Хатидже-султан. После смерти отца в 1774 году, когда ей было девять лет, она последовала за матерью и сестрой в Старый дворец.
Бейхан-султан и её сестра воспитывались в Старом дворце и у сестёр к возрасту совершеннолетия развивалась депрессия. У Бейхан-султан случались обмороки, переходившие в истерики. Адильшах Кадын решила написать письмо султану Абдул-Хамиду I, чтобы он устроил браки своих племянниц. Султан удовлетворил просьбу их матери и принял решение устроить браки своим племянницам.

### Замужество
В мае 1784 года Бейхан-султан вышла замуж за Силахдара Мустафу-пашу, занимавшего должность губернатора Алеппо. Церемонию никаха провёл шейх-уль-ислам, одетый в честь свадебной церемонии в соболиную шубу с белой каймой. В источниках сообщается, что Бейхан-султан была одета в свадебное платье красного цвета с вуалью и на её голове была тиара. После церемонии никаха султан Абдул-Хамид I навестил молодожёнов и подарил 1500 курушей и для Мустафы-паши был приготовлен соболиный мех. Спустя неделю приданое невесты было перевезено в новый дворец и после передачи приданого свита вернулась во дворец Топкапы.
У супругов была единственная дочь Хатидже Ханым-султан (род. 1785), которая в 1799 году вышла замуж. Силахдар Мустафа-паша умер в марте 1799 года и Бейхан-султан стала вдовой.

### Богатство и строительство
Бейхан-султан была богатой женщиной, получая из казны крупные средства в правление дяди Абдул-Хамида I и брата Селима III. Селим III навещал свою сестру каждую среду и вместе с Селимом III Бейхан-султан посещала различные мероприятия. 21 августа 1793 года Бейхан-султан и её мужа Мустафу-пашу посетили в собственном дворце Селим III и валиде-султан Михришах-султан. В честь визита султана и валиде-султан были устроены празднества, которые продолжались до трёх часов ночи.
Бейхан-султан была известна строительством дворца в европейском стиле в 1791 году, вместо снесённого Старого дворца Чирагана. Помимо этого дворца, в 1801 году на её средства в районе Куручешме около мечети и бани был построен фонтан, получивший её имя. В 1817 году по приказу Бейхан-султан был отремонтирован фонтан Месих-паши, расположенный в Хирка-и Шериф. По приказу Бейхан-султан в правление Селима III около своих дворцов построила два фонтана. 
В память о своей матери Бейхан-султан построила начальную школу в окрестностях дворца Ешилиоглу, напротив дворца своей сестры Хатидже Султан.

### Смерть
Бейхан-султан скончалась 7 ноября 1824 года в Стамбуле в возрасте 58 лет. Её тело было похоронено в тюрбе Михришах Валиде-султан.